# عقد 1940
| 1940 \| 1941 \| 1942 \| 1943 \| 1944 \| 1945 \| 1946 \| 1947 \| 1948 \| 1949 |

عقد 1940 (كما تُكتب أربعينيات القرن العشرين والتي تختصر عادة إلى الأربعينيات) هو عقد من التقويم الميلادي الذي بدأ في 1 يناير عام 1940، وانتهى في 31 ديسمبر عام 1949.
وقعت معظم الحرب العالمية الثانية في النصف الأول من هذا العقد، وكان لها تأثير هام وكبير على معظم البلدان والشعوب في كل من أوروبا وآسيا، ومناطق أخرى حول العالم أيضًا، واستمرت عواقب الحرب على النصف الثاني من هذا العقد، مع أوروبا المنهكة من الحرب منقسمة بين مناطق نفوذ العالم الغربي والاتحاد السوفيتي، مما أدى إلى بداية الحرب الباردة.
إلى حد ما كانت التوترات الداخلية، والأزمات الداخلية، والخارجية في فترة ما بعد الحرب تدار إلى درجة ما من قبل مؤسسات جديدة، بما في ذلك الأمم المتحدة، ومنظومة دولة الرفاهية، ونظام بريتون وودز، ما سهل التوسع الاقتصادي الذي حصل في فترة ما بعد الحرب العالمية الثانية، والذي استمر حتى سبعينيات القرن الماضي. وقد شجعت ظروف ما بعد الحرب العالمية الثانية على إنهاء الاستعمار وظهور دول وحكومات جديدة، إذ أعلنت الهند وباكستان وإسرائيل وفيتنام ودول أخرى استقلالها، على الرغم من أن ذلك نادرًا ما يحدث ذلك دون إراقة دماء. وشهد هذا العقد أيضًا البدايات المبكرة للتقنيات الجديدة (مثل الحواسيب والطاقة النووية ووالدفع النفاث)، والتي غالبًا ما تم تطويرها أولاً في المجهود الحربي، ثم بدأ تكييفها وتحسينها لاحقًا في حقبة ما بعد الحرب.

## السياسة والحروب

### الحروب

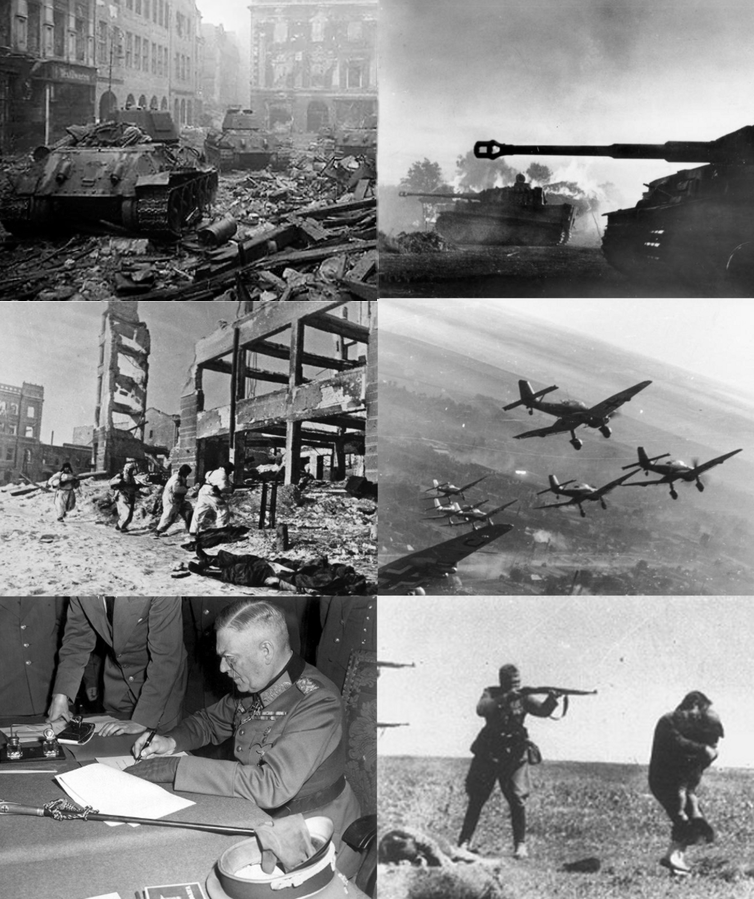
الحرب العالمية الثانية

الأخضر: ألمانيا النازية في أقصى امتداد له (1942):
ألمانيا
أراضي محتلة بإدارة مدنية (مفوضية الرايخ والحكومة العامة)
أراضي محتلة (بإدارة عسكرية)

- الحرب العالمية الثانية (1939-1945)
- غزت ألمانيا النازية بولندا والدنمارك والنرويج وبنلوكس، والجمهورية الفرنسية الثالثة من عام 1939 وحتى عام 1941.
- غزا الاتحاد السوفييتي بولندا من جهة الشرق، وفنلندا، واحتل لاتفيا وإستونيا، وليتوانيا، ومنطقة بيسارابيا الرومانية من عام 1939 وحتى 1941.
- واجهت ألمانيا المملكة المتحدة في معركة بريطانيا في عام 1940، وكانت أول حملة كبرى تخاض بشكل كامل من قبل القوات الجوية، وكانت أكبر حملة قصف جوي، وأطولها وقتًا حتى ذلك التاريخ.
- هاجمت ألمانيا النازية الاتحاد السوفييتي في 22 يونيو عام 1941.
- دخلت الولايات المتحدة الحرب العالمية الثانية بعد هجوم بيرل هاربور في 7 ديسمبر 1941، وستواجه الإمبراطورية اليابانية في حرب المحيط الهادئ.
- عانت اليابان وألمانيا من خسائر في معارك ستالينغراد، والعلمين، وميدواي في عام 1942 وعام 1943.
- انتفاضة غيتو وارسو هي أكبر انتفاضة ليهود بولندا المحتلة من قبل النازيين.
- كانت انتفاضة وراسو ضد النازيين عام 1944 في بولندا أحد أكبر الحركات العسكرية التي قامت بها حركة مقاومة أوروبية خلال الحرب العالمية الثانية، وأرسلت القوات الجوية للولايات المتحدة دعمًا للبولنديين في 18 سبتمبر عام 1944 عندما زودت الرحلة 110 بي-17 إس الجنود بالمؤن.
- عملية إنزال نورماندي وهي عملية هبوط قوات الحلفاء الغربيين على شواطئ نورماندي في شمال فرنسا في 6 يونيو عام 1944.
- مؤتمر يالطا، وهو اجتماع حدث خلال الحرب من 4 فبراير حتى 11 فبراير من عام 1945 بين قادة الولايات المتحدة والمملكة المتحدة والاتحاد السوفييتي، الرئيس فرانكلين روزفيلت، ورئيس الوزراء وينستون تشرشل، وسكرتير الحزب الشيوعي السوفيتي جوزيف ستالين على التوالي من أجل مناقشة إعادة تنظيم أوروبا بعد الحرب.
- الهولوكوست، والمعروف أيضًا باسم المحرقة، هو المصطلح الذي يستخدم عادة لوصف الإبادة الجماعية لنحو ستة ملايين يهوديًا أوروبيًا خلال الحرب العالمية الثانية، وهو برنامج إبادة ممنهج نفذه النظام النازي وحلفائه والمتواطئين معه[1] تحت إشراف رأس النظام أدولف هتلر، وحلفائه، والمتعاونين معه، ويقترح بعض الباحثين تضمين قتل النازيين المنظم للملايين من المجموعات الأخرى بتعريف المحرقة أيضًا، بمن فيهم البولنديين، والغجر، والمدنيين السوفييت، وأسرى الحرب السوفييت، والمعاقين، ومثليي الجنس الذكور، والمعارضين السياسيين، والدينيين وغيرهم،[2] وبحسب هذا التعريف يكون العدد الإجمالي لضحايا المحرقة ما بين 11 مليون و17 مليون شخصًا.[3]
- وقعت ألمانيا صك الاستسلام الألماني في يوم 7 ويوم 8 مايو من عام 1945.
- القنبلتان الذريتان في هيروشيما وناغازاكي في 6 و9 أغسطس من عام 1945، واستسلام اليابان يوم 15 أغسطس.
- انتهت الحرب العالمية الثانية رسميًا في 2 سبتمبر عام 1945.
- الحروب الهندية الباكستانية
- الحرب الهندية الباكستانية عام 1947.
- الصراع العربي الإسرائيلي (منذ أوائل القرن العشرين حتى الآن):
- الحرب العربية الإسرائيلية عام 1948 حتى عام 1949، فقد كانت الحرب بين الدولة المعلنة حديثًا، وجيرانها العرب. بدأت الحرب بعد إنهاء الانتداب البريطاني على فلسطين في منتصف مايو عام 1948، وبعد رفض الأطراف العربية لقرار تقسيم فلسطين عام 1947 (قرار جمعية الأمم المتحدة رقم 181) الذي ينص على وجود دولة عربية ودولة يهودية جنبًا إلى جنب، هاجمت مصر والعراق والأردن ولبنان وسوريا دولة إسرائيل، وفي النهاية استطاعت إسرائيل هزيمة الجيوش العربية.

### تغيرات سياسية كبرى
- وضع ميثاق الأمم المتحدة في 26 يونيو عام 1945، والذي أصبح ساري المفعول في 24 أكتوبر عام 1945.
- تأسيس حلف الناتو في 4 أبريل عام 1949.

### صراعات داخلية
- حرب التطهير العرقي لفلسطين من عام 1947 حتى 1948.
- انتصار الحزب الشيوعي الصيني بقيادة ماو تسي تونغ في الحرب الأهلية الصينية.
- بداية الحرب الأهلية اليونانية التي امتدت من عام 1946 حتى 1949.

### إنهاء الاستعمار والاستقلال
- أعلنت آيسلندا استقلالها عن الدنمارك عام 1944.
- أعلنت إندونيسيا استقلالها عن هولندا عام 1954، والذي لم يكن ساري المفعول حتى عام 1949 بعد قتال مرير، وصراعات دبلوماسية بين الطرفين.
- انتهاء الانتداب الفرنسي على سوريا ولبنان، وأصبحت الدولتان مستقلتان، وأجبر المستوطنون الفرنسيون على إخلاء المستعمرة الفرنسية في سوريا.
- تقسيم الهند رئاسات ومقاطعاتها البريطانية لتصبح دولتين وهما دومينيون الهند ودومينيون باكستان.
- انتهاء الحكم البريطاني في بورما في عام 1948.
- إعلان قيام دولة إسرائيل عام 1948.
- الإعلان الرسمي عن قيام جمهورية الصين الشعبية عام 1949.

## الاقتصاد
مؤتمر بريتون وودز هو تجمع لـ 730 مندوبًا من جميع دول الحلفاء، وعددها 44 دولة في فندق ماونت واشنطنون في بريتون وودز بولاية نيوهامبشاير، في الولايات المتحدة، من أجل تنظيم النظام المالي والنقدي الدولي بعد انتهاء الحرب العالمية الثانية، وعقد المؤتمر في الفترة بين 1 إلى 22 يوليو عام 1944، وأنشأ البنك الدولي للإنشاء والتعمير، وصندوق النقد الدولي، ونظام بريتون وودز.

## اغتيالات ومحاولات اغتيال

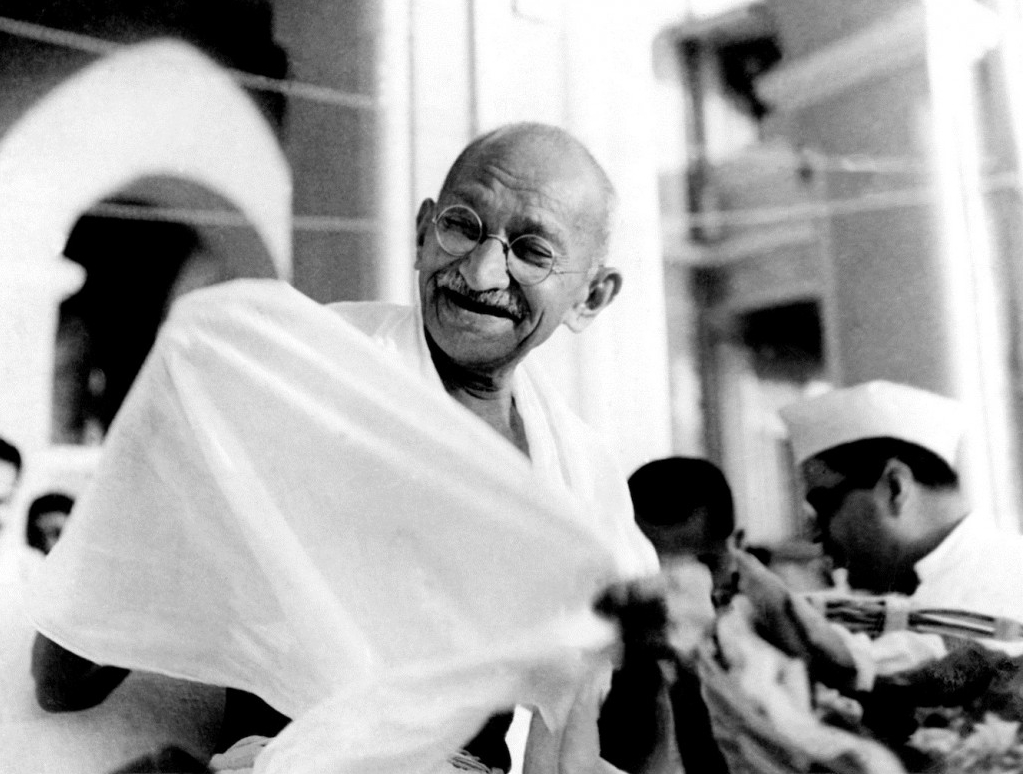
المهاتما غاندي

تشمل الاغتيالات الهامة، وعمليات القتل المستهدفة، ومحاولات الاغتيال ما يلي:
- تعرض ليون تروتسكي، وهو روسي ثوري وسياسي سوفييتي، للقتل من قبل رامون ميركادر باستخدام معول الثلج، وتوفي تروتسكي في اليوم التالي بسبب النزف، والصدمة في 20 أغسطس عام 1940.
- اغتيال العميد البحري، والشخصية السياسية البارزة فرانسوا ديرلان من قبل فيرناند بونيير في كنيسة في الجزائر في 24 ديسمبر عام 1942.
- قتل المهاتما غاندي، الناشط الهندي وزعيم حركة الاستقلال الهندية على يد ناتهورام جودسي في 30 يناير 1948.

## العلوم والتكنولوجيا

### التقنية

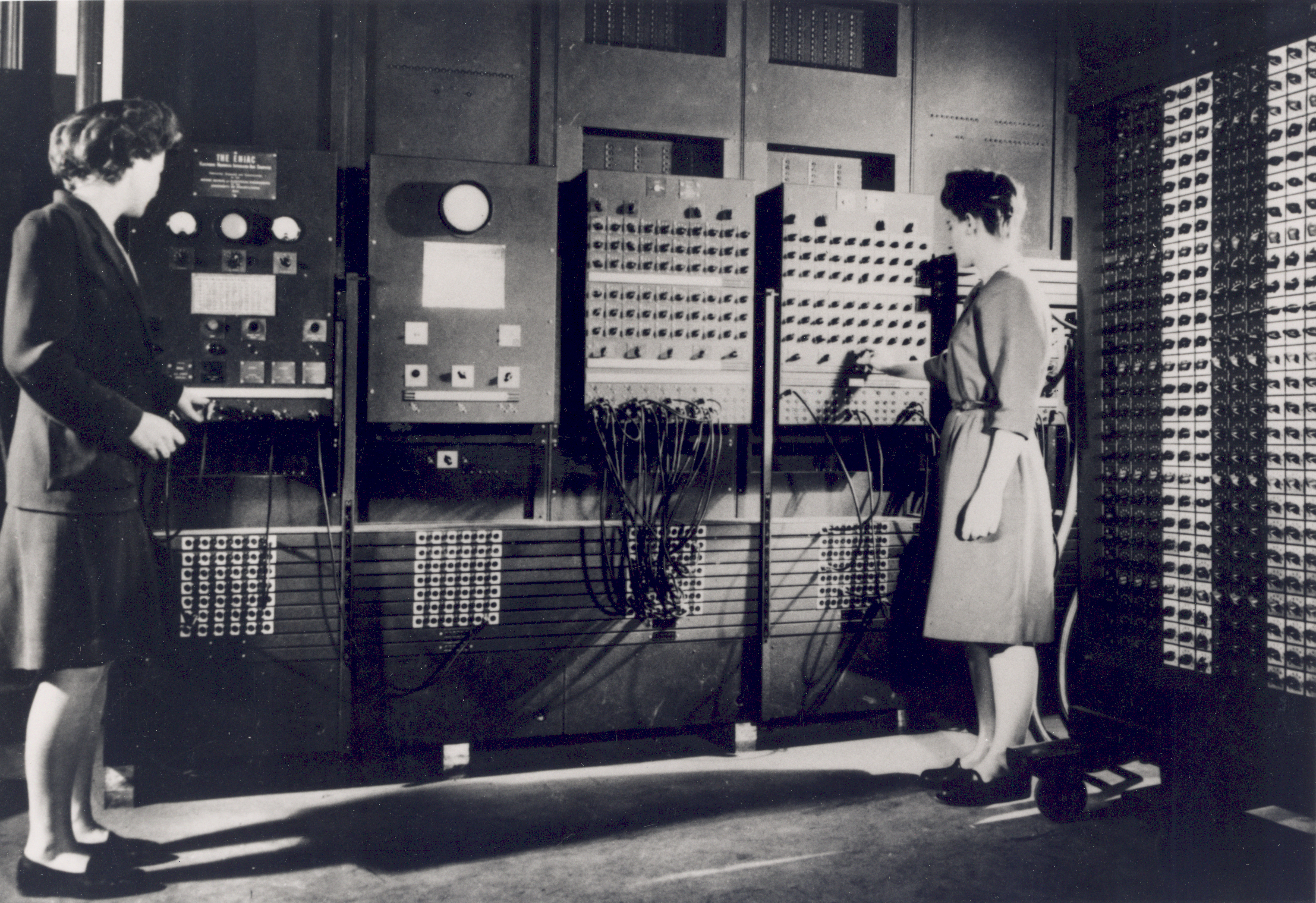
إينياك أول كمبيوتر إلكتروني متعدد الأغراض، أداره كلا من جين بارتيك وفرانسيس سبينس

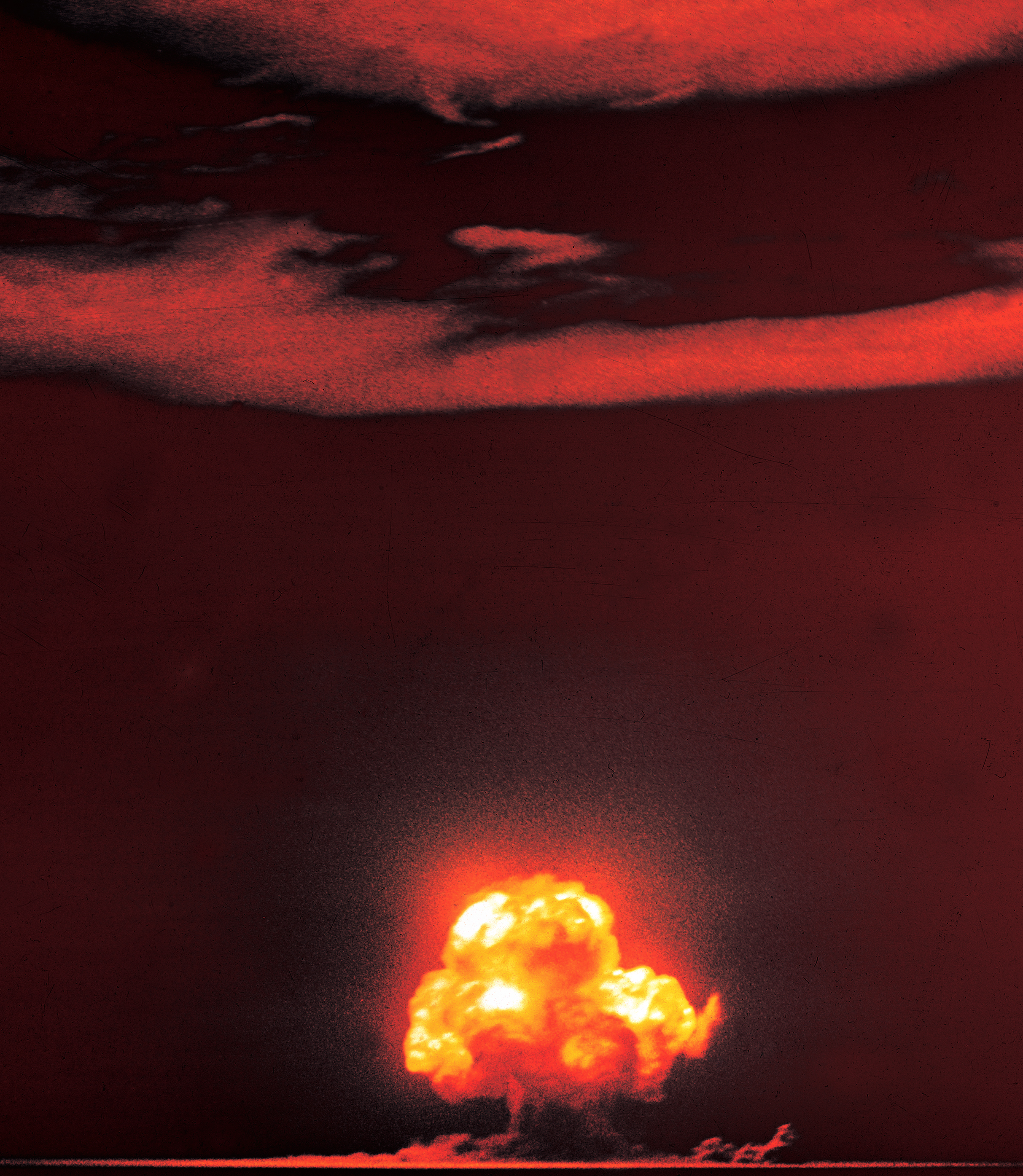
16 يوليو 1945 - مشروع مانهاتن - بدأ العصر الذري بتجربة ترينيتي النووية، حيث قامت الولايات المتحدة بتفجير قنبلة ذرية من البلوتونيوم في موقع ترينيتي في نيو مكسيكو.

- يعتبر حاسوب أتاناسوف بيري أحد أول أجهزة الحوسبة الرقمية الإلكترونية، والتي صممها جون أتاناسوف، وكليفورد بيري في جامعة ولاية آيوا خلال الفترة من عام 1937 حتى 1942.
- أنشئ في أوائل عام 1941 حاسوب هيث روبنسون بومب وكولوسس، والذي استخدم من قبل كاسري الشيفرات البريطانيين في بلتشلي بارك، ومحطات الأقمار الصناعية القريبة منها من أجل فك الرسائل الألمانية المشفرة «آلة إنجما» خلال الحرب العالمية الثانية، واستمر بالعمل حتى عام 1946 حين أمر وينستون تشرشل بتدميره، ويعتبر ذلك وعلى نطاق واسع أول جهاز حاسوب تشغيلي تميز بسرعة حاسوبية هامة.
- صُمم زِد3، وهو أول جهاز حاسب آلي بشكل كامل، وقابل للبرمجة في العالم.
- أول اختبار لتكنولوجيا السلاح النووي (اختبار ترينتي) كجزء من مشروع مانهاتن.
- اختراق حاجز الصوت لأول مرة في التاريخ في شهر أكتوبر عام 1947.
- اختراع الترانزستور في ديسمبر عام 1947 في مختبرات بل.
- تطوير الرادار.
- تطيور الصواريخ البالستية.
- تطوير الطائرات النفاثة.
- سيارات الجيب.
- تطوير التلفاز التجاري.
- تطوير فرن المايكرويف.
- إنشاء شركة فليكرو.
- إنشاء شركة التبروير.
- اختراع صحن الفريسبي الدوار.
- اختراع تقنية التصديع المائي لاستخراج النفط والغاز.

### العلوم
- في الفيزياء: تطور نظرية الكم، والفيزياء النووية.
- في الرياضيات: تطور نظرية الألعاب، وعلم التعمية.
- طور ويلارد ليبي تأريخًا باستخدام الكربون المشع، وهي خطوة ستكون ثورية في علم الآثار.

## الثقافة الشعبية

### الأفلام
الأفلام التي أخذت جوائز الأوسكار في هذا العقد هي: ريبيكا لعام 1941، وهاو غرين واظ ماي فالي لعام 1941، والسيدة مينيفر لعام 1942، وكازابلانكا لعام 1943، وغوينغ ما واي لعام 1944، وذا لوست ويكيند لعام 1945، وذا بيست يير أوف أور لايفز لعام 1946، وجنتلمانس أغريمنتس لعام 1947، وهاملت لعام 1948، وأول ذا كينغس مين لعام 1949.
على الرغم من أن أربعينيات القرن الماضي كانت عقدًا سيطرت عليه الحرب العالمية الثانية، لكن أُنتجت خلاله أفلام مهمة، وجديرة بالملاحظة حول مجموعة كبيرة من المواضيع المهمة خلال تلك الحقبة، وأنتجت هوليوود عشرات الأفلام الكلاسيكية، وكان العديد منها يتعلق بالحرب، وبعضها مدرج ضمن قوائم الأفلام الرائعة على مر العصور، وأنتجت بعض الأفلام عالية الجودة أيضًا في المملكة المتحدة، وفرنسا، وإيطاليا، والاتحاد السوفييتي، وأماكن أخرى في أوروبا.

### الموسيقى
كان النمط الموسيقي الأشيع خلال الأربعينيات هو السوينغ، والذي كان سائدًا خلال الحرب العالمية الثانية، ولكن في الفترات اللاحقة من نفس العقد بدأ شيوع السوينغ بالانخفاض، وبدأ يزداد شيوع المغني فرانك سيناترا، وأنواع موسيقية أخرى كالبيبوب، والبدايات الأولى للروك آند رول.

## معرض صور

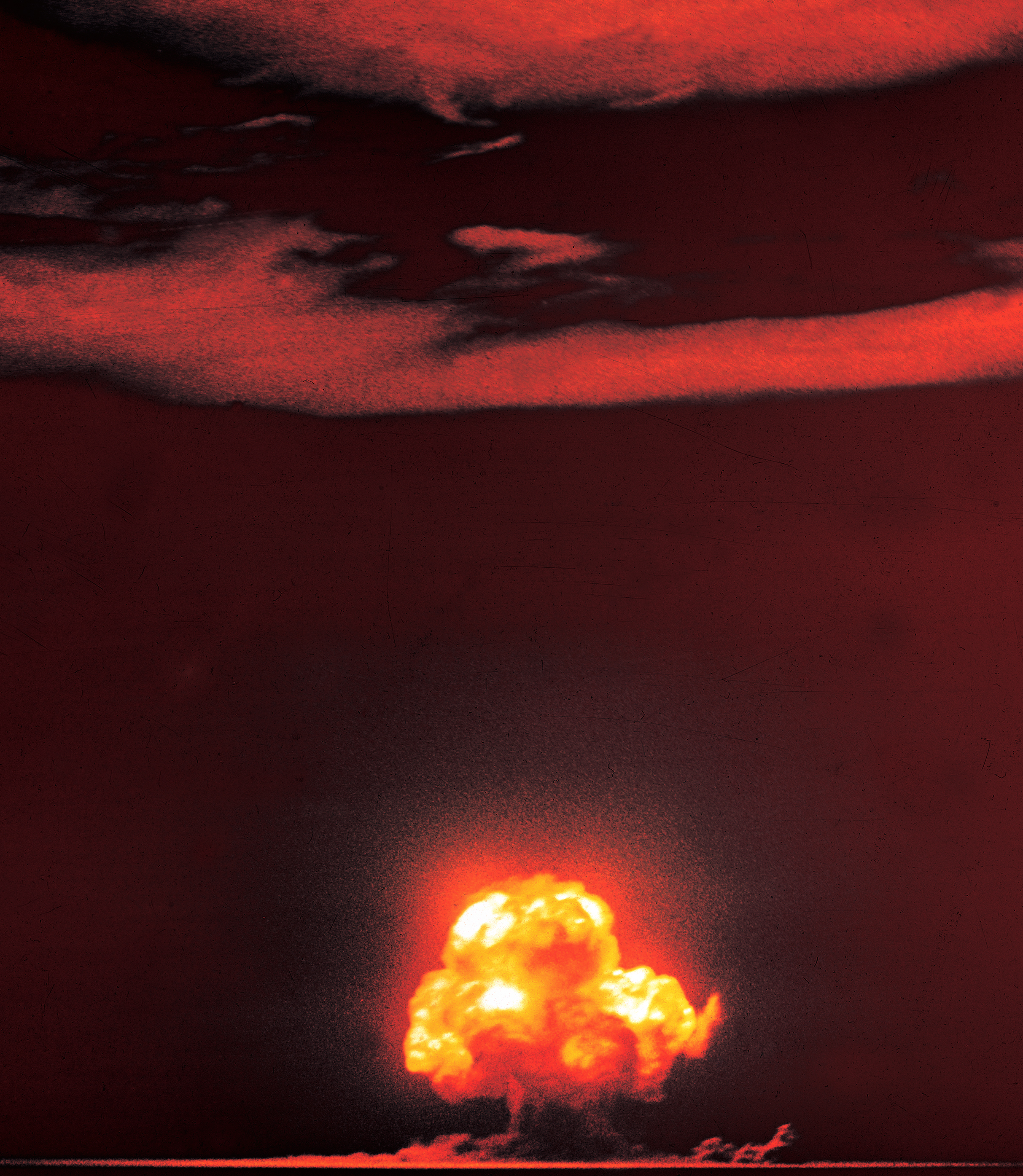
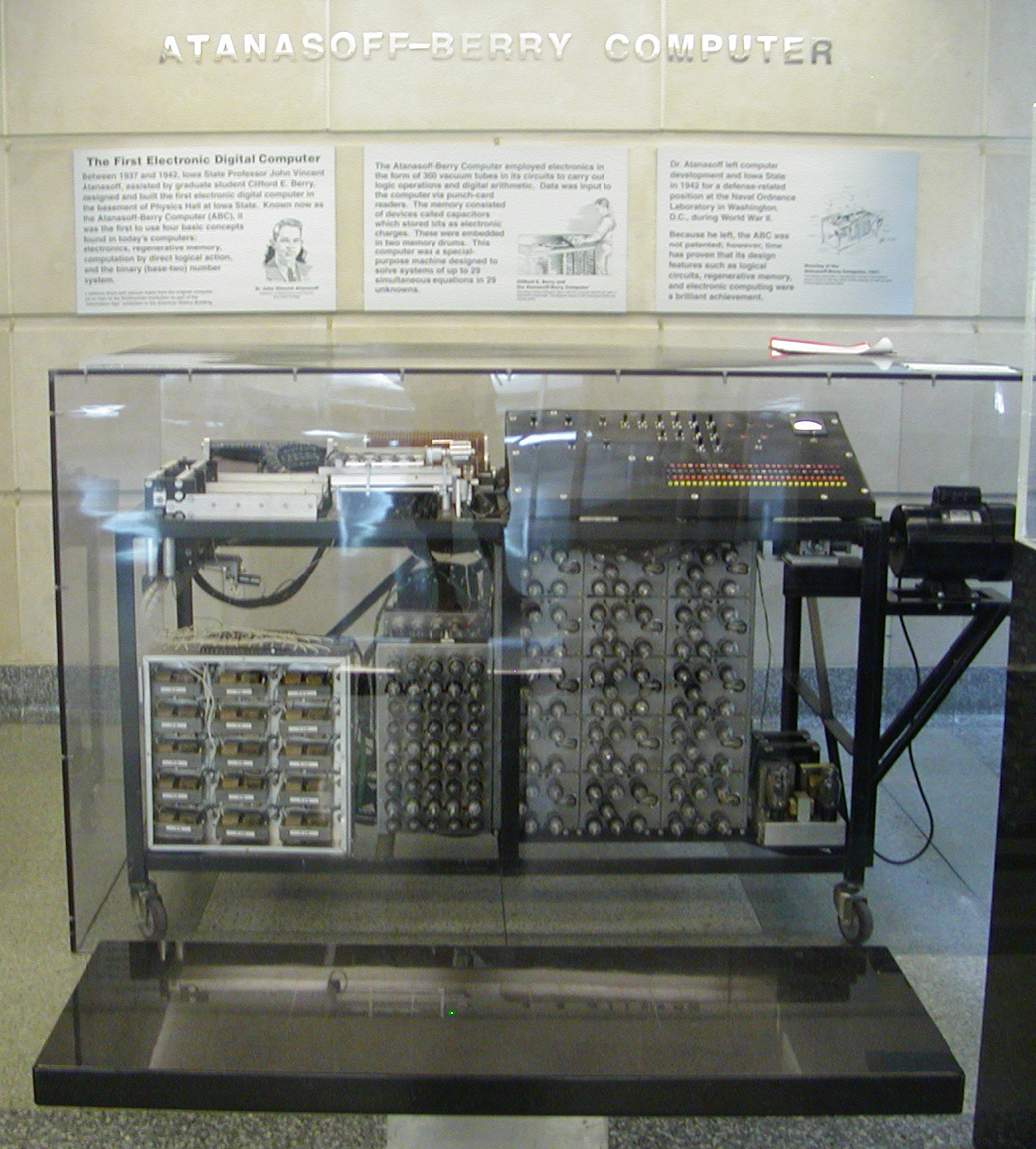
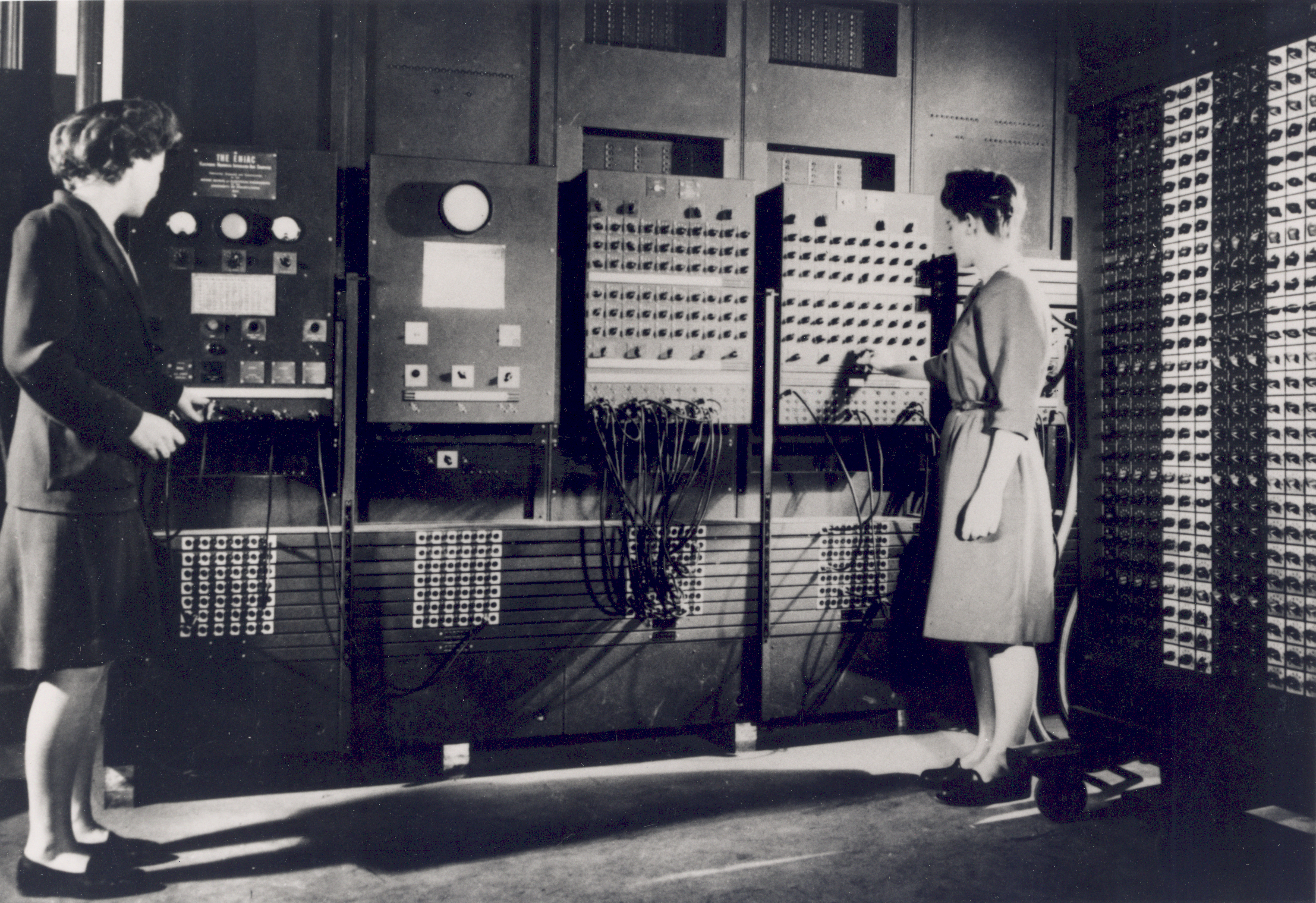